# Quicos de maíz
Los kikos o quicos son un tentempié típico de España que consiste en granos de maíz fritos o tostados y salados, de esta manera quedan crujientes y con sabor fuerte. Se pueden encontrar a la venta en la mayoría de tiendas de comestibles, supermercados, kioscos, gasolineras, etc. Se pueden preparar por medio de un horneado, con una breve fritura previa. El proceso de salado se puede combinar con el uso de especias o aromatizantes. Se comen como aperitivo o snack, e incluso se hace polvo y se usa como sustituto de pan rallado para hacer pollo frito.
Kikos fue originalmente el nombre que recibió uno de los primeros productos que sacó al mercado la empresa valenciana Churruca, en 1932, y posteriormente su uso se generalizó (marca vulgarizada). En País Vasco se conocen como «pepes» y ambos nombres son hipocorísticos, de Francisco y de José respectivamente. 
En Perú existe un producto similar pero no igual llamado cancha o canchita, el cual se puede usar en el ceviche o en ensaladas.